# Hydractinia
Genre
Hydractaria est un genre d'hydrozoaires de la famille des Hydractiniidae.

## Liste d'espèces
Selon World Register of Marine Species (19 août 2015) :
- Hydractinia aculeata (Wagner, 1833)
- Hydractinia aggregata Fraser, 1911
- Hydractinia alderi (Hodge, 1863)
- Hydractinia altispina Millard, 1955
- Hydractinia anechinata (Ritchie, 1907)
- Hydractinia angusta Hartlaub, 1904
- Hydractinia apicata (Kramp, 1959)
- Hydractinia arctica (Jäderholm, 1902)
- Hydractinia arge (Clarke, 1882)
- Hydractinia armata Fraser, 1940
- Hydractinia bayeri Hirohito, 1984
- Hydractinia betkensis (Watson, 1978)
- Hydractinia brachyurae (Hirohito, 1988)
- Hydractinia californica Torrey, 1904
- Hydractinia canalifera Millard, 1957
- Hydractinia carica Bergh, 1887
- Hydractinia carolinae Fraser, 1912
- Hydractinia cryptogonia Hirohito, 1988
- Hydractinia cytaeiformis Vervoort, 2006
- Hydractinia denhami (Thornely, 1904)
- Hydractinia diogenes Millard, 1959
- Hydractinia disjuncta Fraser, 1938
- Hydractinia dongshanensis Xu & Huang, 2006
- Hydractinia dubia (Mayer, 1900)
- Hydractinia echinata (Fleming, 1828)
- Hydractinia epidocleensis Leloup, 1931
- Hydractinia epispongia Fraser, 1938
- Hydractinia gorgonoides (Nutting, 1906)
- Hydractinia granulata Hirohito, 1988
- Hydractinia guangxiensis Huang, Li & Zhang, 2010
- Hydractinia hancocki Fraser, 1938
- Hydractinia humilis Bonnevie, 1898
- Hydractinia inabai (Hirohito, 1988)
- Hydractinia incerta Van Beneden, 1867
- Hydractinia ingolfi Kramp, 1932
- Hydractinia kaffraria Millard, 1955
- Hydractinia laevispina Fraser, 1922
- Hydractinia longispina Fraser, 1938
- Hydractinia mar (Gasco & Calder, 1993)
- Hydractinia marsupialia Millard, 1975
- Hydractinia meteoris (Thiel, 1938)
- Hydractinia michaelseni Broch, 1914
- Hydractinia minoi (Alcock, 1892)
- Hydractinia moniliformis Huang, Zhong & Zhang, 2010
- Hydractinia monocarpa Allman, 1876
- Hydractinia monoon (Hirohito, 1988)
- Hydractinia multispina Fraser, 1938
- Hydractinia multitentaculata (Millard, 1975)
- Hydractinia munita (Calder, 2010)
- Hydractinia nagaoensis Bouillon, Medel & Peña Cantero, 1997
- Hydractinia novaezelandiae Schuchert, 1996
- Hydractinia ocalana (Brooks, 1964) †
- Hydractinia ocellata (Agassiz & Mayer, 1902)
- Hydractinia otagoensis (Schuchert, 1996)
- Hydractinia pacifica Hartlaub, 1905
- Hydractinia parvispina Hartlaub, 1905
- Hydractinia paucispinata Vervoort, 2006
- Hydractinia phialiformis (Antsulevich, 1983)
- Hydractinia piscicola (Komai, 1932)
- Hydractinia polycarpa Fraser, 1938
- Hydractinia polyclina L. Agassiz, 1862
- Hydractinia polytentaculata Xu & Huang, 2006
- Hydractinia proboscidea (Hincks, 1868)
- Hydractinia prolifica Fraser, 1948
- Hydractinia quadrigemina Fraser, 1938
- Hydractinia recurvatus Lin, Xu, Huang & Wang, 2010
- Hydractinia reticulata (Fraser, 1938)
- Hydractinia reticulata (Wright, 1861)
- Hydractinia rugosa Fraser, 1938
- Hydractinia sarsii (Steenstrup, 1850)
- Hydractinia siphonis (Stechow, 1921)
- Hydractinia solitaria Van Beneden, 1867
- Hydractinia spinipapillaris (Hirohito, 1988)
- Hydractinia spiralis Goto, 1910
- Hydractinia spiralis Lin, Xu, Huang & Wang, 2010
- Hydractinia symbiolongicarpus Buss & Yund, 1989
- Hydractinia symbiopollicaris Buss & Yund, 1989
- Hydractinia tenuissima Van Beneden, 1867
- Hydractinia thatcheri Chapman, 1931 †
- Hydractinia uniformis Stampar, Tronolone & Morandini, 2006
- Hydractinia vacuolata Xu & Huang, 2006
- Hydractinia valens Fraser, 1943
- Hydractinia vallini Jäderholm, 1926
- Hydractinia verdi Ritchie, 1907
- Hydractinia yerii (Iwasa, 1934)